# Wrexham
Wrexham er en by i det nordøstlige Wales med et indbyggertal på 61.603 (2011), hvilket gør det til en af de største byer i Wales. Byen ligger i countyet Wrexham, tæt ved grænsen til nabolandet England.
Wrexham Industrial Estate er et af de største industriområder i Europa og her findes over 300 virksomheder med sammenlagt omkring 10.000 arbejdspladser. Området omfatter over 50 hektar og huser to store produktionsvirksomheder, samt en række andre inklusive bil, rumfart, farmaceutisk industri og ingeniørkunst.

## Eksterne henvisnginer
- Wikimedia Commons har flere filer relateret til Wrexham